# Yoshimi (Saitama)
Yoshimi (吉見町 Yoshimi-machi?) es un pueblo en la prefectura de Saitama, Japón, localizado en el centro-este de la isla de Honshū, en la región de Kantō. El 1 de marzo de 2021 tenía una población estimada de 18 133 habitantes y una densidad de población de 469 personas por km².

## Geografía
Yoshimi está localizado en el centro de la prefectura de Saitama, en la parte alta del río Arakawa. Limita con las ciudades de Kumagaya, Kōnosu, Higashimatsuyama y Kitamoto, así como con el pueblo de Kawajima.

## Historia
Las villas de Higashi-Yoshimi, Minami-Yoshimi, Nishi-Yoshimi y Kita-Yoshimi se crearon dentro del distrito de Yokomi el 1 de abril de 1889. El distrito de Yokomi se abolió en 1896 y pasaron a ser en parte del distrito de Hiki. El 1 de julio de 1954, las cuatro se fusionaron para convertirse en la villa de Yoshimi, que fue elevada al estatus de pueblo el 3 de noviembre de 1972. Los intentos de fusionar Yoshimi con la vecina Higashimatsuyama fueron rechazados por un referéndum en 2004.

## Demografía
Según los datos del censo japonés, la población de Yoshimi ha crecido en los últimos 50 años.
| Gráfica de evolución demográfica de Yoshimi entre 1940 y 2015 |
|                                                               |
| Oficina de Estadística de Japón                               |